# Ismail Moutaraji
Ismail Moutaraji (en arabe : إسماعيل مترجي), né le 1er février 2000, est un footballeur marocain évoluant au poste de milieu offensif au Wydad AC.

## Biographie

### En club
Ismail Moutaraji est formé au Wydad AC, il part en prêt au Chabab Mohammédia le 17 juillet 2019 pour ensuite être vendu à ce même club 308 000 € le 3 novembre 2020 . 
Il disputé 59 matchs en 2 saisons au Chabab Mohammédia pour 11 buts et 16 passes décisives. Il termine la saison 2021-2022 de Botola Pro en tant que meilleur passeur avec 10 passes décisives.
Le 14 juillet 2022, le Wydad décide de le faire revenir au club. Le 10 septembre 2022, il entre en jeu à la 78e minute en remplaçant Jalal Daoudi sous son nouvel entraîneur Houcine Ammouta à l'occasion de la finale de la Supercoupe de la CAF face à la RS Berkane. Le match se solde sur une défaite de 0-2 au Stade Mohammed-V.

### En sélection
Il retourne en équipe du Maroc olympique en juillet 2022, lorsqu'il est convoqué par Hicham Dmii pour figurer sur sa liste de la sélection qui prend part aux Jeux de la solidarité islamique qui a lieu à Konya en Turquie. La liste comprend uniquement les joueurs locaux âgés moins de 23 ans. Se retrouvant dans un groupe B composé de l'Iran, de l'Arabie saoudite et l'Azerbaïdjan, le premier match est remporté sur tapis vert à la suite du retrait de l'Iran de la compétition. Lors du deuxième match, les Marocains sont défaits par les Saoudiens sur un score de 2-0. Il est alors éliminé au premier tour après un match nul de 2-2 enregistré face à l'Azerbaïdjan. Lors de ce dernier match, les buts sont inscrits par Reda Slim et Hamza Regragui.

## Statistiques
| Saison                | Club                  | Championnat           | Championnat | Championnat | Championnat | Coupe(s) nationale(s) | Coupe(s) nationale(s) | Coupe(s) nationale(s) | Total | Total | Total |
| Saison                | Club                  | Division              | M.          | B.          | P.d.        | M.                    | B.                    | P.d.                  | M.    | B.    | P.d.  |
| 2020-2021             | Chabab Mohammedia     | Botola                | 29          | 6           | 6           | 1                     | 1                     | 0                     | 30    | 7     | 6     |
| 2021-2022             | Chabab Mohammedia     | Botola                | 20          | 2           | 9           | 3                     | 1                     | 0                     | 23    | 3     | 9     |
| Sous-total            | Sous-total            | Sous-total            | 49          | 8           | 15          | 4                     | 2                     | 0                     | 53    | 10    | 15    |
| Total sur la carrière | Total sur la carrière | Total sur la carrière | 49          | 8           | 15          | 4                     | 2                     | 0                     | 53    | 10    | 15    |

## Palmarès

### Chabab Mohammédia
- Botola Pro2
  - Vainqueur en 2020

### Distinctions individuelles
- Meilleur passeur de Botola Pro en 2022 (10 passes décisives)[5]